# مسابقه ۰۰۷
بازی  مسابقه  (به انگلیسی: ۰۰۷: Racing) در سال ۲۰۰۰ میلادی توسط شرکت " الکترونیک آرتز شعبه کاناداً ساخته و توسط شرکت الکترونیک آرتز بر روی پلی استیشن ۱ منتشر گردید.

## داستان بازی
در این بازی، بازیباز در نقش جیمز باند ایفای نقش کرده و وظیفه او راندن و هدایت ماشین در مراحل مختلف، بدست آوردن آیتم‌های خاص و منفجر نمودن دشمنان و اهداف تعیین شده بوسیله اسلحه‌های نصب شده بر روی ماشین، می‌باشد.

## گیم‌پلی

گیم پلی بازی

این بازی تماماً ریسینگ می‌باشد و همانطور که از نام بازی بر می‌آید، تمام مراحل بازی اختصاص به هدایت ماشین مجهز به اسلحه‌های گوناگون توسط جیمز باند است. گیم پلی این بازی بسیار شبیه به سری بازی‌های جنون سرعت بوده با این تفاوت که ماشین جیمز باند دارای اسلحه‌های متفاوتی برای جنگ و شلیک به دشمنان است. این ماشین مجهز به اسلحه‌های متفاوت و گوناگونی از جمله: مسلسل، راکت انداز، روغن پاش (برای منحرف نمودن دشمنان از جاده) و... می‌باشد..

## مشخصات فنی
- گرافیک: این بازی از سری باز ی‌های «مسابقه‌ای» می‌باشد و محیط بازی به صورت سه بعدی طراحی و ساخته شده‌است.
- صدا و موسیقی: در این بازی از صدای «جان کلیز» بجای شخصیت جیمز باند استفاده گردیده‌است
- امتیاز کلی: میانگین امتیازات این بازی ۵۵٫۹۱ است که این بازی را در رتبه ۵۹۷ بازی‌های پلی استیشن ۱ قرار می‌دهد.[۲]